# Litostroj

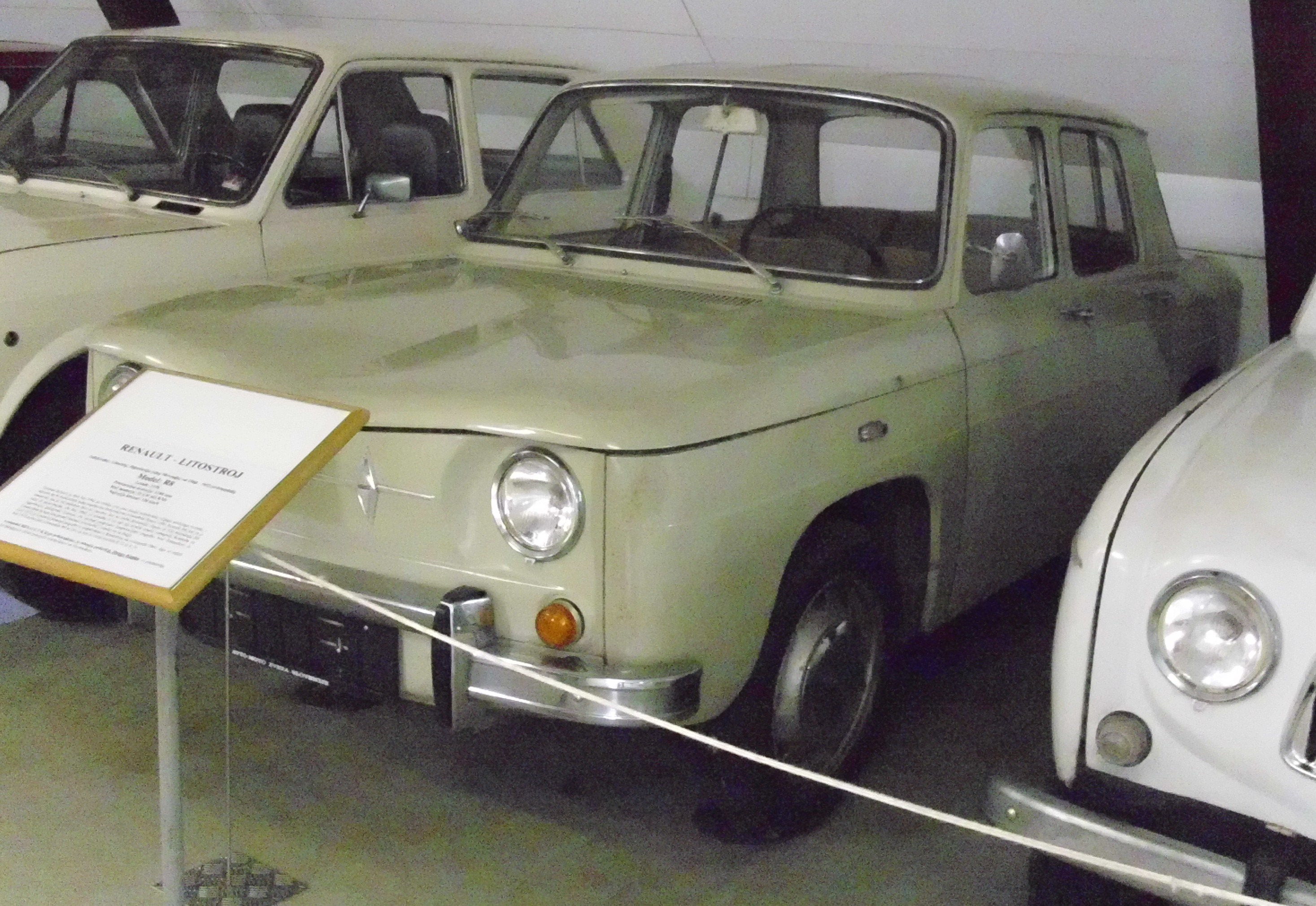
Litostroj-Renault 8 von 1970

Litostroj Steel Ltd. ist ein slowenisches Unternehmen. 

## Unternehmensgeschichte
Titovi Zavodi Litostroj wurde 1947 in Ljubljana im damaligen Jugoslawien zur Stahlproduktion gegründet. Zwischen 1969 und 1972 entstanden Automobile. 1991 erfolgte die Umbenennung in Litostroj Tovarna Ulitkov d.o.o., 1999 in Litostroj Ulitki d.o.o. und 2007 in Litostroj Steel Ltd. Seit 2000 ist das Unternehmen auch auf dem Strommarkt aktiv.

## Hydroenergie
Litostroj ist ein bedeutendes Unternehmen im Schwerindustrie-Bereich. Gerade Wasserturbinen für Staudammprojekte konnten in großen Stückzahlen exportiert werden.

## Fahrzeuge
Das Unternehmen schloss einen Vertrag mit Renault zur Montage von Personenkraftwagen. Im November 1969 begann die Produktion des Renault 4. Im Angebot standen zunächst die Modelle Renault 4 als Pkw und Lieferwagen, 6, 8, 10 und 16. 1970 ergänzte der 12 als Limousine und Kombi das Angebot. Im September 1972 endete die Produktion. Insgesamt entstanden 20.449 Exemplare. Renault vereinbarte daraufhin mit Industrija Motornih Vozil aus Novo mesto die Fortsetzung der Lizenzproduktion.